# Prix de la Société de photographie du Japon
Depuis sa création, la Société de photographie du Japon présente chaque année un grand nombre de récompenses.

## Prix

### 1952-1956
| Année | Lauréats |
| ----- | --- |
| 1952  | Kiyoshi Esaki, Yasuji Kamata, Reisen Narusawa, (大村斎), (杉浦千之助) |
| 1953  | [-] |
| 1954  | Haruki Egashira, Hideo Kaneda, Shigene Kanemaru, Ihei Kimura, Tetsuo Kitahara, Norizō Miki, Kokki Miyake, Yōnosuke Natori, Kiyoshi Nishiyama, Yasuzō Nojima, Terutarō Ogata, Kōyō Okada, Seisuke Sakuma, Shōzaburō Sugimoto, Shinjirō Takahashi, Katsuo Takakuwa, Usaku Tōjō, Kōji Tsukamoto, Keikichi Yamabe |
| 1955  | Chūzō Aochi, Toragorō Ariga, Ken Domon, Katsuji Fukuda, Yoshichi Igarashi, Hakudō Konishi, Seiichi Mamiya, Michio Miyata, Hidenobu Sakaki, Shōgyoku Yamahata, Hayao Yoshikawa, Shinnosuke Yūki, (石井盛之輔), (谷口徳次郎)                                                                                    |
| 1956  | [-] |

### 1957-1984
| Année | Contributions remarquables                                                                          | Prix annuel | Espoirs                                           |
| ----- | --------------------------------------------------------------------------------------------------- | --- | ------------------------------------------------- |
| 1957  | All-Japan Association of Photographic Societies                                                     | Kinsuke Shimada, Yoshio Watanabe, Takayoshi Yoda                                                                                         | [-]                                               |
| 1958  | Hiromu Hara, Nobuo Ina, Tōkyō Shashin Kenkyūkai                                                     | Hiroshi Hamaya | Yoshinobu Nakamura, Keisō Tomioka, (渡辺直輝)     |
| 1959  | Shin Fujisawa, Ryūsuke Nishimura                                                                    | Hiroshi Kubota | Kenji Ishiguro, Keisuke Kojima                    |
| 1960  | Gesshū Ogawa                                                                                        | Ken Domon | [-]                                               |
| 1961  | Edward Steichen, (宇田川庫吉)                                                                       | Tokutarō Tanaka | (北沢勉)                                          |
| 1962  | Shinnosuke Fukushima                                                                                | Jun Miki | Tatsuo Kurihara                                   |
| 1963  | Kazuo Hayashi                                                                                       | Takeji Iwamiya, Yōichi Midorikawa | Noriaki Yokosuka                                  |
| 1964  | Niryū Nagata, Bizan Ueda                                                                            | Département de photographie de la division édition du Asahi Shinbun                                                                      | Kōjō Tanaka, (中島洋)                             |
| 1965  | Sakae Haruki, Eiichi Sakurai, Tsutomu Watanabe, Tomizō Yoshikawa Kōgaku Kōgyō Gijutsu Kenkyū Kumiai | Shihachi Fujimoto, Akihiko Okamura | Kichisaburō Anzai, Shinzō Hanabusa                |
| 1966  | Taikichi Irie, Kōyō Kageyama, Jun Koana, Shisui Tanahashi, (高田正雄)                               | [-] | Yasuo Ishigame                                    |
| 1967  | Masao Nagaoka, Nihon Hōdō Shashin Renmei                                                            | [-] | Masayuki Aramaki, Keizō Kaneko                    |
| 1968  | (小安正直)                                                                                          | Kiyoshi Sonobe, Ishikawa-ken Shashinshi-kai                                                                                              | (川仁忍)                                          |
| 1969  | Shin'ichi Kikuchi                                                                                   | Société des photographes professionnels du Japon, Kenzō Nakajima                                                                         | Hiroki Mori                                       |
| 1970  | Yoshio Watanabe                                                                                     | Kishin Shinoyama, Yoshikazu Shirakawa | (上井幸子)                                        |
| 1971  | Hachirō Suzuki, Kōgorō Yamada                                                                       | Tadahiko Hayashi, Shisei Kuwabara, Banri Namikawa, Kōjō Tanaka                                                                           | Akira Kinoshita                                   |
| 1972  | (岡田正夫), Mikio Tamura                                                                            | Kon Sasaki, Bukō Shimizu, Hisaji Taga | Kazuo Kitai                                       |
| 1973  | Fusao Hori                                                                                          | Bun'yō Ishikawa, Kōji Morooka, Hajime Sawatari                                                                                           | Yoshirō Koseki, Teruhiko Sakaki                   |
| 1974  | (川口盛成)                                                                                          | Keiichirō Gotō, Yoshihiko Shiga, Yūkichi Watabe                                                                                          | Shōkō Hashimoto, Kiyoshi Takai                    |
| 1975  | Tarō Hiramatsu                                                                                      | Kineo Kuwabara, Takeyoshi Tanuma, Shōmei Tōmatsu, Takuya Tsukahara, Shōji Ueda                                                           | Kunio Yamamura                                    |
| 1976  | Tōyō Miyatake, Kōyō Shibazaki                                                                       | Société des photographes professionnels du Japon, Rekishi-teki Kamera Shinsa Iinkai du Japan Camera Inspection Institute, Takashi Kijima | Shin'ya Fujiwara, Issei Suda                      |
| 1977  | Gorō Miyamoto, Eiko Yamazawa, (工藤清)                                                              | Kenkyū Hattatsu Gurūpu of Fujifilm, Shirō Shirahata, Tsuneo Enari, Bishin Jumonji                                                        |                                                   |
| 1978  | Setsuzō Katayama, Kōtarō Tanaka                                                                     | Hisae Imai, Yasuhiro Ishimoto, Yoshikazu Minami                                                                                          | Taku Aramasa, Shigeo Gochō, Satoshi Kuribayashi   |
| 1979  | (疋田晴久)                                                                                          | Tadahiko Hayashi, Association des photographes publicitaires du Japon, Hiroshi Kawashima                                                 | Kōji Hashimoto, Kazuyoshi Nomachi                 |
| 1980  | (児島寛治), Masao Tanaka                                                                            | Jun Morinaga, Haruo Tomiyama, (米谷美久)                                                                                                 | Sanjirō Minamikawa, Tadashi Shimada               |
| 1981  | Hatsutarō Horiuchi, Masaya Kaifu, (貫井提吉)                                                        | Hiroji Kubota, Banri Namikawa, Takashi Okamura, Yoshikazu Shirakawa                                                                      | Keizō Kitajima, Yasuo Sakuma                      |
| 1982  | Naratoshi Furukawa, Akira Sasai, Shigeru Tamura                                                     | Akio Nakamura, Yoshino Ōishi | Manabu Miyazaki, Masaaki Nakagawa, Shigemoto Nobi |
| 1983  | Teikō Shiotani, Yukio Tabuchi, (奥平武男)                                                           | Daidō Moriyama, Akihisa Masuda, Issei Suda                                                                                               | Hiromi Nagakura, Kiyoshi Suzuki, Hiroshi Yamazaki |
| 1984  | Kōnosuke Ishii, Kinsuke Shimada                                                                     | (古澤和子), Shinzō Maeda, Teruhiro Sakaki, Yutaka Takanashi, Hiromi Tsuchida                                                             | Keiichi Tahara, Akihide Tamura                    |

### 1985-1993
| Année | International                                | Contributions remarquables                                                                                     | Prix annuel                                                                                    | Espoirs                                        |
| ----- | -------------------------------------------- | --- | ---------------------------------------------------------------------------------------------- | ---------------------------------------------- |
| 1985  | George Eastman House, Furansu Shashin Kyōkai | Katsuji Fukuda, Kametarō Kawasaki, Tetsuo Yano                                                                 | (ミノルタカメラ発達グループ), Hideki Fujii, Tokumitsu Iwagō, Shōji Hanasawa, Takeshi Nishikawa | Hiroshi Ōsaka, Hitoshi Tsukiji                 |
| 1986  | [-]                                          | Kanbee Hanaya, Sakae Tamura, (松本福太郎), (木村迪夫)                                                          | Sanjirō Minamikawa, Masatoshi Naitō, Ikkō Narahara, Tadashi Shimada                            | Toshio Arai, Kōzō Miyoshi, Shintarō Suda       |
| 1987  | オランダ国立ライデン大学写真絵画博物館       | Japan Camera and Optical Instruments Inspection and Testing Institute, Takeshi Kamei, (高野仁太郎), (夏目正衛) | Kōtarō Iizawa, Shunji Ōkura, Hidenobu Ueno                                                     | Tetsu Iida, Norio Kobayashi, Gen Yamaguchi     |
| 1988  | (郎静山)                                     | Hiroshi Hamaya, Tadahiko Kobayashi, Masami Nakai                                                               | Takashi Hamaguchi, Jun Miki, Kōichi Saitō, Takeyoshi Tanuma                                    | Hiroh Kikai                                    |
| 1989  | [-]                                          | Musée photographique Ken Domon, (大庭成一), Kōrō Honjō, Tetsuo Kishi, Shōji Ueda                               | Takeji Iwamiya, Yoshino Ōishi, Kiyoshi Sonobe, Yūkichi Watabe                                  | Mitsuo Gotōda, Masato Seto, Tsuyoshi Takahashi |
| 1990  | [-]                                          | Shōtarō Akiyama, Motoichi Kumagai, Jun Miki, Takeshi Ozawa                                                     | Nobuyoshi Araki, Hiromi Eguchi, Yasuhiro Ishimoto, Kazuyoshi Nomachi                           | Mitsuyoshi Sekido, Nobuo Shimose, (神蔵美子)   |
| 1991  | David Douglas Duncan                         | Kiichi Asano, Higashikawa (Hokkaidō), Kineo Kuwabara, Fumio Matsuda, (後藤江陽)                                | Takeshi Mizukoshi, Shigeichi Nagano                                                            | (竹上正明)                                     |
| 1992  | [-]                                          | Yasuhiro Ishimoto, Rikkō Nakamura, Shōji Ōtake, (坂本樹勇)                                                     | (小西祐典), Jōji Hashiguchi, Seiji Kurata, Satoshi Kuribayashi                                 | Ryōichi Saitō, Toshio Yamane, Kōji Yoshioka    |
| 1993  | [-]                                          | (中崎昌雄) | Fusako Kodama, Yasuo Higa, Yutaka Takanashi, Chōtoku Tanaka                                    | Yōichi Kamiyama, Naruaki Ōnishi                |

### 1994-2003
| Année | International             | Contributions remarquables                                       | Avancement culturel                                                                       | Prix annuel                                            | Espoirs                                      | Spécial                                                    |
| ----- | ------------------------- | ---------------------------------------------------------------- | ----------------------------------------------------------------------------------------- | ------------------------------------------------------ | -------------------------------------------- | ---------------------------------------------------------- |
| 1994  | (ジェームス L エンヤート) | San'ya Nakamori, Masaya Nakamura, Kakugorō Saeki                 | [-]                                                                                       | Eikoh Hosoe, Takeyoshi Tanuma, Kazuo Unno              | Shōzō Maruta, Yutaka Senoo                   | [-]                                                        |
| 1995  | Cornell Capa              | Masahide Amano, Kōjō Tanaka, (玉田顕一郎) (posthume)             | Haruo Tomiyama, Art and Natural History Museum of Sado, Photo Symposium in 沖縄実行委員会 | Shigeichi Nagano, Manabu Miyazaki, Seiichi Motohashi   | (小西淳也), (楢木逸郎)                       | [-]                                                        |
| 1996  | [-]                       | Shihachi Fujimoto, Kiyoji Ōtsuji, Yoshio Takemura                | Ville de Tokuyama Cultural Promotion Foundation, Japan Culture Association                | Taku Aramasa, Shunji Dodo, Kikuji Kawada               | Katsumi Sunamori, Hideo Suzuki               | Société des photographes professionnels du Japon           |
| 1997  | John Szarkowski           | Hideo Haga, Hichirō Ouchi                                        | Musée d'art et d'histoire d'Ashiya を, 中心としたボランティア活動グループ                 | Yoshihiro Tatsuki, Kazuyoshi Nomachi                   | Osamu Kanemura, Kisei Kobayashi              | [-]                                                        |
| 1998  | Jean-Luc Monterosso       | Shūichi Sakai, Akira Tanno                                       | Yukio Tabuchi Memorial Museum, Kazama Kōji                                                | Akira Satō, Katsumi Watanabe                           | Bon Ishikawa, Asako Narahashi                | [-]                                                        |
| 1999  | L. Fritz Gruber           | Yōichi Midorikawa, Noriyoshi Sawamoto (posthume), Kōji Yasukōchi | Photo Gallery International, Takushinkan Shinzō Maeda (posthume)                          | Yoshiyuki Akutagawa, Kiyoshi Takai                     | Keiko Nomura, Yūji Obata                     | Michio Hoshino et l'exposition The World of Michio Hoshino |
| 2000  | Jean-Claude Lemagny       | Takao Kajiwara, Kon Sasaki                                       | Kenrō Izu et Amis sans frontières, Japan Photo Culture Association                        | Iwanami Shoten, Ryōichi Saitō                          | Arata Dodo, Toshiya Momose                   | [-]                                                        |
| 2001  | Mark Holborn              | Takashi Kijima, Iwao Ogura (posthume), (中井幸一)                | [-]                                                                                       | Tsuneo Enari, Teruo Okai, Kishin Shinoyama             | Masaki Hirano, Masataka Nakano               | Shōtarō Akiyama                                            |
| 2002  | Fosco Maraini             | Ieyoshi Mihori, Kazuo Nishii (posthume), Hiroo Tsuzuki           | Michiko Kasahara, Bibliothèque de photo graphie de la ville de Sapporo                    | Satoshi Kuribayashi, Hiroshi Sugimoto, Hiromi Nagakura | Rinko Kawauchi, Yuki Onodera                 | Eikoh Hosoe                                                |
| 2003  | Sebastião Salgado         | Kunika Todoriki, Senzō Yoshioka                                  | Guardian Garden, Etsurō Ishihara                                                          | Naoya Hatakeyama, Ryūichi Hirokawa, Taishi Hirokawa    | Yasuaki Kagii, Haruto Maeda, Hiroaki Yoshino | Nika Association of Photographers                          |

### 2004-2008
| Année | International                 | Contributions remarquables                       | Avancement culturel | Prix annuel                                  | Œuvre                               | Critique          | Espoirs                                             | Prix spécial      |
| ----- | ----------------------------- | ------------------------------------------------ | --- | -------------------------------------------- | ----------------------------------- | ----------------- | --------------------------------------------------- | ----------------- |
| 2004  | Kim Seung-kon                 | Yoshikatsu Saeki, Kenzō Yamamot                  | Musée des arts photographiques de Kiyosato Young Portfolio, Village d'Aichi (Nagano) et la société pour la préservation des photographes de Motoichi Kumagai | Hiroh Kikai, Toshinobu Takeuchi              | Daidō Moriyama, Jun'ichi Ōta        | Eiko Imahashi     | (石塚元太良), (八木清)                              | [-]               |
| 2005  | Anne W. Tucker                | Ikkō Narahara, Shōmei Tōmatsu                    | Documentary Photo Festival Miyazaki | Mitsuhiko Imamori, Ken'ichi Komatsu          | Akira Kinoshita, Eiichirō Sakata    | [-]               | Shōin Kajii, Ken Morisawa, (勝又邦彦)               | (谷忠昭)          |
| 2006  | EU-Japan Fest Japan Committee | Shigeichi Nagano, Masaaki Nishimiya              | Comité général du festival de photographie Ville photo Sagamihara, Musée de photographie Shoji Ueda                                                          | Hideaki Uchiyama                             | Ishiuchi Miyako                     | Teruo Okai        | Kensuke Kazama, Masako Oguri, Kōji Onaka            | [-]               |
| 2007  | Terry Bennett                 | Minoru Ōnishi, Yōho Tsuda, (倉持悟郎) (posthume) | Iida, 実行委員会 de l'exposition How are you, photography? du club photographique de Kyoto                                                                   | Ikuo Nakamura                                | Akito Mizutani, Yoshimitsu Nagasaka | Yuri Mitsuda      | Ken Kitano, Kazutoshi Yoshimura                     | J. Wally Higgins  |
| 2008, | Martin Parr                   | Ken'ichi Honda                                   | Sōkyūsha | Risaku Suzuki, Ryūichirō Suzuki, Masato Seto | Shinpei Asai, Bishin Jumonji        | Masafumi Fukagawa | Naoki Ishikawa, Takayuki Maekawa, Toshihiro Yashiro | Toshirō Shimoyama |

### 2009-2010
| Année | International | Contributions remarquables           | Œuvre                                          | Critique                        | Espoir                         |
| ----- | ------------- | ------------------------------------ | ---------------------------------------------- | ------------------------------- | ------------------------------ |
| 2009  | (梅津禎三)    | (上野一郎), Norihiko Matsumoto       | Toshio Shibata                                 | Kōtarō Iizawa                   | Yasuhiro Ogawa, Shintarō Saitō |
| 2010  | [-]           | (多田亜生), Osamu Hiraki, (森山眞弓) | Yukio Ōyama, Keizō Kitajima, Yoshihiro Tatsuki | Keishō Ishiguro, Ryūichi Kaneko | Keiko Sasaoka, Aya Fujioka     |

## Source de la traduction
- (en) Cet article est partiellement ou en totalité issu de l’article de Wikipédia en anglais intitulé « Photographic Society of Japan awards » (voir la liste des auteurs).